# 증 공조참판 엄공 원강서원비
증 공조참판 엄공 원강서원비(贈 工曹參判 嚴公 圓岡書院碑)는 울산광역시 울주군 삼동면에 있는 비석이다. 1998년 10월 19일 울산광역시의 문화재자료 제10호로 지정되었다.

## 현지 안내문
원강서원 내에 서 있는 비로, 조선 단종·세조 때의 선비인 엄흥도의 충절을 기리고 있다.
엄흥도는 어린 단종이 세조에 의해 영월에 유배되었을 때에 그 지역의 호장을 지내었던 자로, 단종이 죽임을 당하자 그 시신을 수습하여 지금의 장릉자리에 몰래 장사지낸 후 세조의 보복이 두려워 종적을 감추어 버렸다. 이 후 숙종은 그 충의를 거룩히 여겨 공조참의를 증직하였고, 영조는 그를 위한 정려문을 내려주었으며 훗날 공조판서에 다시 증직하였다. 정조 23년(1799) 울산의 후손들이 원강사를 세워 그를 위한 제사를 지내었다가, 사람들의 논의에 따라 순조 17년(1817) 원강사원으로 승격시켰으며, 뒤에 이 비를 세워놓았다.
비각안에 있는 비는 사각받침돌 위로 비몸을 세우고 지붕돌을 올린 모습이다. 순조 20년(1820) 세운 것으로, 비문은 홍문관제학을 지내던 조진관이 글을 지었으며, 동부승지 이익회가 글씨를 써 놓았다. 앞면에 새긴 비의 명칭은 명필로 이름을 날리던 이조판서 이조원이 쓴 것으로, 미술사적으로도 커다란 가치를 지닌다.
원강서원은 1994년 이 곳으로 자리를 옮겨 새로이 고쳐지었는데, 이때 비도 옮겨와 함께 세워두었다.

## 갤러리

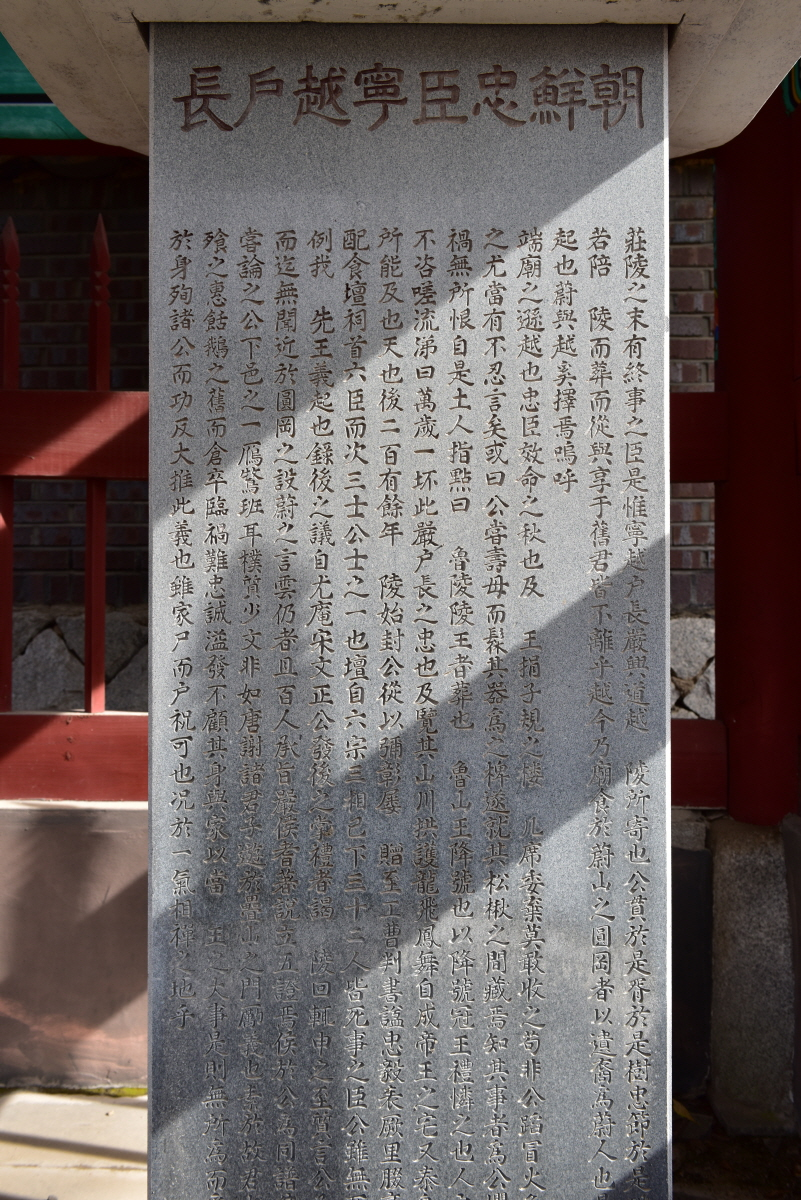
비문1
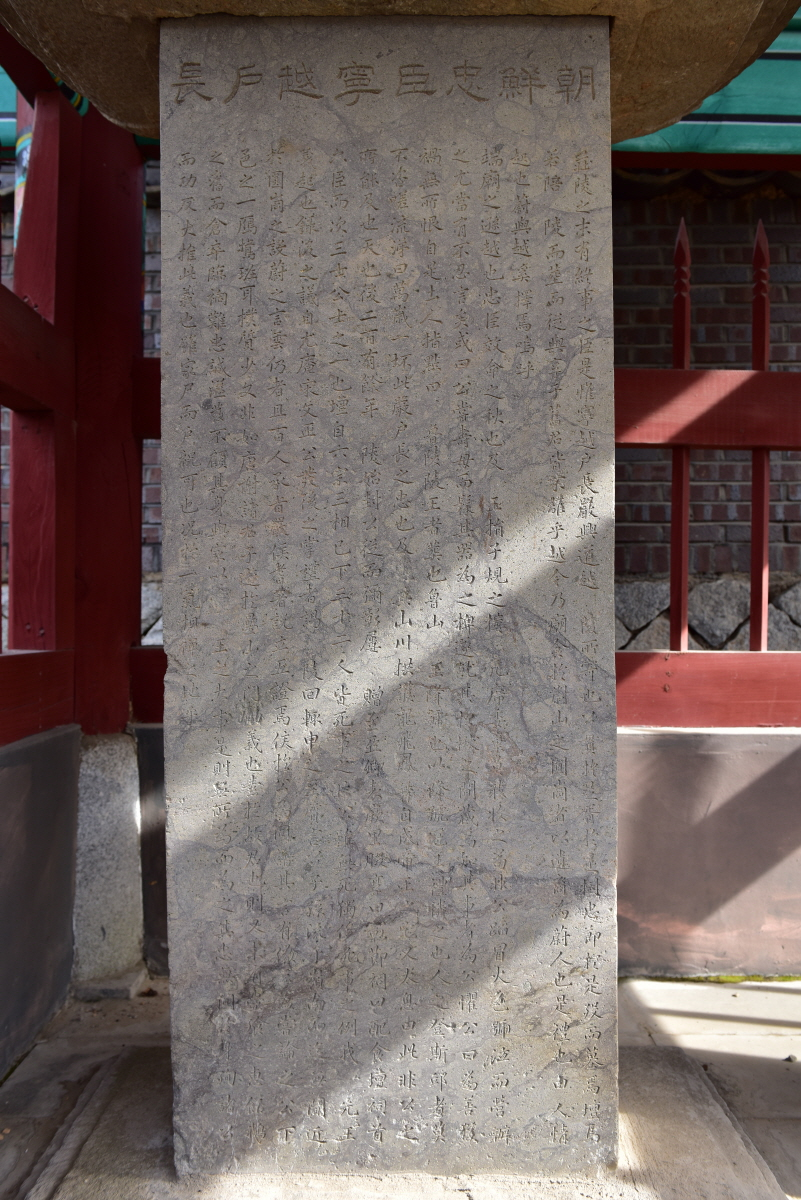
비문2
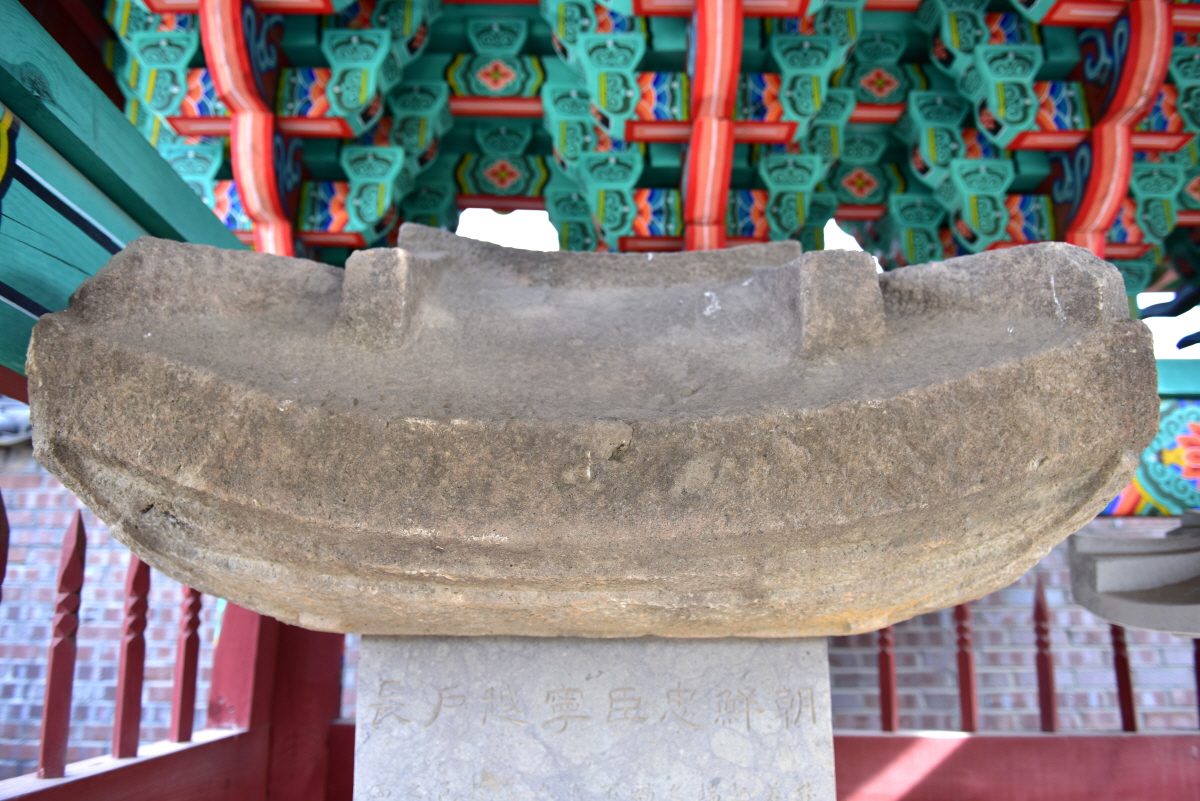
이수

## 참고 문헌
- 이 문서에는 다음커뮤니케이션(현 카카오)에서 GFDL 또는 CC-SA 라이선스로 배포한 글로벌 세계대백과사전의 "《원강서원》" 항목을 기초로 작성된 글이 포함되어 있습니다.

## 참고 자료
- 증 공조참판 엄공 원강서원비 - 국가유산청 국가유산포털